# Filmografia di Picchiarello
Quello che segue è un elenco dei cortometraggi d'animazione in cui appare Picchiarello. Quando non indicato diversamente i corti, elencati in ordine di uscita, fanno parte della serie Woody Woodpecker.

## 1940
- Picchiarello contro Andy Panda (Knock Knock), regia di Walter Lantz e Alex Lovy[1]

## 1941
- Picchiarello e lo psichiatra (Woody Woodpecker), regia di Walter Lantz
- Picchiarello corre troppo (The Screwdriver), regia di Walter Lantz
- Panico in dispensa (Pantry Panic), regia di Walter Lantz
- $21 a Day- (Once a Month), regia di Walter Lantz[2]

## 1942
- Picchiarello matador (The Hollywood Matador)
- Picchiarello aspirante aviatore (Ace in the Hole)
- Picchiarello chiede un prestito (The Loan Stranger)

## 1943
- Picchiarello scende in campo  (The Screwball)
- Picchiarello acrobata (The Dizzy Acrobat)
- Il ladro di carburante (Ration Bored)

## 1944
- Il barbiere di Siviglia (The Barber of Seville)
- Bagnanti svitati (The Beach Nut)
- Picchiarello va in vacanza (Ski for Two)

## 1945
- Appuntamento al buio (Chew-Chew Baby)
- Picchiarello salta la cena (Woody Dines Out)
- Picchiarello ambasciatore (The Dippy Diplomat)
- Picchiarello gioca a golf (The Loose Nut)

## 1946
- Picchiarello grande cuoco (Who's Cookin' Who?)
- Ragazzi al bagno (Bathing Buddies)
- Una patente per Picchiarello (The Reckless Driver)
- Picchiarello naufrago (Fair Weather Fiends)
- Momenti musicali (Musical Moments from Chopin) (serie Musical Miniatures)

## 1947
- Picchiarello fa un falò (Smoked Hams)
- Picchiarello vuole dormire (The Coo Coo Bird)
- Picchiarello al volante (Well Oiled)
- Picchiarello e la gallina (Solid Ivory)
- Picchiarello contro il gigante (Woody the Giant Killer)

## 1948
- Picchiarello aspirante attore (The Mad Hatter)
- Picchiarello musicista affamato (Banquet Busters)
- Pixie Picnic (cameo) (serie Musical Miniatures)
- Picchiarello bebè (Wacky-Bye Baby)
- Picchiarello e la polizza truffa (Wet Blanket Policy)
- Una stella per Picchiarello (Wild and Woody!)

## 1949
- Una morbida delizia (Drooler's Delight)

## 1950
- Picchiarello fa un cameo di sei minuti spiegando come funzionano i razzi in Uomini sulla Luna

## 1951
- Pony Express (Puny Express)
- Sogni d'oro Picchiarello (Sleep Happy)
- Picchiarello gioca a cricket (Wicket Wacky)
- Picchiarello mago della fionda (Slingshot 6 7/8)
- Picchiarello scansafatiche (The Redwood Sap)
- The Woody Woodpecker Polka
- Destination Meatball

## 1952
- Nato per picchiettare (Born to Peck)
- Stage Hoax
- Picchiarello campione di golf (Woodpecker in the Rough)
- Una squaw per Picchiarello (Scalp Treatment)
- A Picchiarello non la si fa (The Great Who-Dood-It)
- Le termiti invadono la Terra (Termites from Mars)

## 1953
- Picchiarello e il poliziotto acrobata (What's Sweepin')
- Picchiarello e i pirati (Buccaneer Woodpecker)
- Operazione segatura (Operation Sawdust)
- Gli assi del wrestling (Wrestling Wrecks)
- Picchiarello e la diva (Belle Boys)
- Picchiarello ipnotizzatore (Hypnotic Hick)
- Duello al sole (Hot Noon or 12 O'Clock for Sure)

## 1954
- Picchiarello nel Marocco (Socko in Morocco)
- I lupi di mare a Bali (Alley to Bali)
- Picchiarello e il ladro misterioso(Under the Counter Spy)
- Picchiarello fa un buon affare (Hot Rod Huckster)
- Picchiarello esce con la sua bella (Real Gone Woody)
- Colpo di fulmine (A Fine Feathered Frenzy)
- Concerto per pianoforte e... gangster (Convict Concerto)

## 1955
- Cerco casa (Helter Shelter)
- La strega furba (Witch Crafty)
- Private Eye Pooch
- L'ora della nanna (Bedtime Bedlam)
- Fuoco a volontà (Square Shootin' Square)
- Il penoso caso del picchio credulone (Bunco Busters)
- The Tree Medic

## 1956
- Bowling, che passione! (After the Ball)
- Sperduti nel bosco (Get Lost)
- Picchiarello e Legno Seduto (Chief Charlie Horse)
- Picchiarello marziano (Woodpecker from Mars)
- Picchiarello e l'orologiaio (Calling All Cuckoos)
- Cascate, che passione! (Niagara Fools)
- Picchiarello pittore (Arts and Flowers)
- A caccia di orsi (Woody Meets Davy Crewcut)

## 1957
- Red Riding Hoodlum
- Assalto al treno (Box Car Bandit)
- The Unbearable Salesman
- Picchiarello nella storia (International Woodpecker)
- To Catch a Woodpecker
- Round Trip to Mars
- Dopey Dick the Pink Whale
- Fodder and Son

## 1958
- Picchiarello assicuratore (Misguided Missile)
- Un picchio dispettoso (Watch the Birdie)
- Half Empty Saddles
- His Better Elf
- Picchiarello nelle paludi (Everglade Raid)
- Alberi e guai (Tree's a Crowd)
- Picchiarello e il giullare nervoso (Jittery Jester)

## 1959
- Gatti... a fidare (Tomcat Combat)
- Picchiarello e il taglialegna (Log Jammed)
- Panhandle Scandal
- Picchiarello sulla luna (Woodpecker in the Moon)
- Mettila in buca, Picchiarello! (The Tee Bird)
- Picchiarello e l'alligatore (Romp in a Swamp)
- Picchiarello e la partita amichevole (Kiddie League)

## 1960
- Picchiarello e l'assegno da un bilione di dollari (Billion Dollar Boner)
- Pistol Packin' Woodpecker
- Heap Big Hepcat
- Rispondi e vinci (Ballyhooey)
- Come impagliare un picchio (How to Stuff a Woodpecker)
- Perché suona la campana? (Bats in the Belfry)
- Ozark Lark
- Southern Fried Hospitality
- Fowled Up Falcon

## 1961
- Poop Deck Pirate
- Picchiarello picchio giocattolo (The Bird Who Came to Dinner)
- A bocca asciutta (Gabby's Diner)
- Più veloce, Picchiarello! (Sufferin' Cats)
- Lo spiumatore meccanico (Franken-Stymied)
- Un pericoloso passeggero (Busman's Holiday)
- La città dei fantasmi (Phantom of the Horse Opera)
- Il pranzo è servito (Woody's Kook-Out)

## 1962
- Casa dolce casa (Home Sweet Homewrecker)
- La ninna nanna dell'alligatore (Rock-a-Bye Gator)
- Servizio in camera (Room and Bored)
- Un piatto esplosivo (Rocket Racket)
- Un sorvegliante disattento (Careless Caretaker)
- Tragica magia (Tragic Magic)
- Voo-Doo Boo-Boo
- Roba da corvi (Crowin' Pains)
- Cappuccetto Rosso (Little Woody Riding Hood)

## 1963
- Casa di cura (Greedy Gabby Gator)
- Robin Hoody Woody
- Il picchio clandestino (Stowaway Woody)
- Woody superstar (The Shutter Bug)
- Non sono un'anatra (Coy Decoy)
- Qualcuno di troppo (The Tenant's Racket)
- Chi cerca trova (Short in the Saddle)
- Tenda per due (Tepee for Two)
- Nel nome della scienza (Science Friction)
- Il dottor Woody (Calling Dr. Woodpecker)

## 1964
- Un raro esemplare (Dumb Like a Fox)
- West Story (Saddle Sore Woody)
- Una meritata ricompensa (Woody's Clip Joint)
- Zio Scrooge (Skinfolks)
- Vacanze invernali (Get Lost! Little Doggy)
- La strada (Freeway Fracas)
- Roamin' Roman

## 1965
- Three Little Woodpeckers
- Woody ricercato (Woodpecker Wanted)
- Fractured Friendship (serie Chilly Willy) Cameo
- Birds of a Feather
- Vinca il migliore (Canned Dog Feud)
- Janie prendi il fucile (Janie Get Your Gun)
- Il sacrificio (Sioux Me)
- Una trappola per Woody (What's Peckin')

## 1966
- Rough Riding Hood
- Lonesome Ranger
- Woody e i fagioli magici (Woody and the Beanstalk)
- Hassle in a Castle
- Vita da cani (The Big Bite)
- A.A.A. cercasi casa (Astronut Woody)
- Practical Yolk
- Monster of Ceremonies

## 1967
- Il tredicesimo sceriffo (Sissy Sheriff)
- Taglia appetitosa (Have Gun, Can't Travel)
- The Nautical Nut
- Un amico affezionato (Hot Diggity Dog)
- Un cavallo per amico (Horse Play)
- Secret Agent Woody Woodpecker
- Amici per la pelle (Chilly Chums) (serie Chilly Willy) Cameo

## 1968
- Lotsa Luck
- Woody pony express (Fat in the Saddle)
- Peck of Trouble
- Pa' e ma' (Feudin Fightin-N-Fussin)
- A Lad in Bagdad
- One Horse Town
- Woody the Freeloader

## 1969
- La canna da pesca (Hook Line and Stinker)
- Little Skeeter
- Woody's Knight Mare
- Il vincitore (Tumble Weed Greed)
- Ship A'hoy Woody
- Prehistoric Super Salesman
- Phoney Pony

## 1970
- Seal on the Loose
- Il selvaggio Bil Singhiozzo (Wild Bill Hiccup)
- Noci di cocco (Coo Coo Nuts)
- Record di sicurezza (Hi-Rise Wise Guys)
- Gara di acconciatura (Buster's Last Stand)
- Capitan Black (All Hams on Deck)

## 1971
- La fonte dell'inganno (Flim Flam Fountain)
- Sleepy Time Chimes
- The Reluctant Recruit
- How to Trap a Woodpecker
- Woody's Magic Touch
- Kitty from the City
- The Snoozin' Bruin
- Shanghai Woody

## 1972
- Indian Corn
- Woody cercatore d'oro (Gold Diggin' Woodpecker)
- Pecking Holes in Poles
- Un pranzo movimentato (Chili Con Corny)
- Uno show per Boby (Show Biz Beagle)
- Per amore della pizza (For the Love of Pizza)
- Un tocco luminoso (The Genie with the Light Touch)
- Tutti a scuola (Bye, Bye, Blackboard)